# Cornelia Ullrich
Cornelia Ullrich, z domu Feuerbach (ur. 26 kwietnia 1963 w Halberstadt) – niemiecka lekkoatletka specjalizująca się w biegach płotkarskich. W czasie swojej kariery reprezentowała Niemiecką Republikę Demokratyczną.

## Sukcesy sportowe
W 1981 r. zdobyła w Utrechcie złoty medal mistrzostw Europy juniorek w biegu sztafetowym 4 x 400 metrów. W 1986 r. zdobyła w Stuttgarcie brązowy medal mistrzostw Europy w biegu na 400 metrów przez płotki (z czasem 54,13; za Mariną Stiepanową i Sabine Busch), natomiast w 1987 r. zdobyła w Rzymie brązowy medal mistrzostw świata w biegu na 400 metrów przez płotki (z czasem 54,31; za Sabine Busch i Debbie Flintoff). 
Czterokrotnie zdobyła tytuły wicemistrzyni NRD w biegu na 400 metrów przez płotki, w latach 1985, 1986, 1987 oraz 1989. Była również dwukrotną brązową medalistką halowych mistrzostw NRD w biegu na 200 metrów, w latach 1985 i 1987.

## Rekordy życiowe
- bieg na 300 metrów – 37,33 – Canberra 02/10/1985
- bieg na 60 metrów przez płotki (hala) – 7,98 – Berlin 15/01/1984
- bieg na 400 metrów przez płotki – 53,58 – Poczdam 21/08/1987